# Kellerjoch
Kellerjoch är ett berg i Österrike.   Det ligger i distriktet Schwaz och förbundslandet Tyrolen, i den västra delen av landet, 400 km väster om huvudstaden Wien. Toppen på Kellerjoch är 2 344 meter över havet, eller 715 meter över den omgivande terrängen. Bredden vid basen är 6,3 km.
Terrängen runt Kellerjoch är huvudsakligen bergig, men den allra närmaste omgivningen är kuperad. Närmaste större samhälle är Schwaz, 5,8 km nordväst om Kellerjoch. 
Trakten runt Kellerjoch består i huvudsak av gräsmarker. Runt Kellerjoch är det ganska glesbefolkat, med 42 invånare per kvadratkilometer.